# Прокофьев, Станислав Михайлович
Станисла́в Миха́йлович Проко́фьев (15 февраля 1987, Тюмень, СССР) — российский футболист, нападающий.

## Карьера
Воспитанник тюменского футбола. В 2004—2005 годах играл в «Тюмень» в ЛФЛ, затем два следующих сезона провёл в составе клуба во Втором дивизионе. В 2008 году перешёл в нижегородскую «Волгу», с которой вышел в Первый дивизион. Во второй половине сезона-2010 перешёл в «Мордовию». Сезон 2011/12 начал в клубе ФНЛ «Газовик», а закончил в «Тюмени» во Втором дивизионе. В 2012 году перешёл в ульяновскую «Волгу», но из-за травм и болезней пропустил целый год и сыграл только в трёх матчах в конце сезона 2012/13. Перед сезоном 2014/15 перешёл в клуб ФНЛ «Луч-Энергия». В декабре 2014 года вслед за главным тренером Александром Григоряном проследовал в «Тосно». В ноябре 2015 года по согласию сторон расторг контракт с клубом и перешёл в другой клуб Григоряна — «СКА-Хабаровск». 2 июля 2016 года подписал контракт с клубом Премьер-лиги «Амкар». Старт сезона пропустил из-за травмы и дебютировал за клуб 17 сентября 2016 года, выйдя в стартовом составе в матче с «Тереком» (3:1). В июле 2018 года вернулся в «Луч».

## Достижения
- Бронзовый призёр первенства ФНЛ: 2014/15
- Победитель зоны «Урал-Поволжье» Второго дивизиона: 2008
- Серебряный призёр зоны «Урал-Поволжье» Второго дивизиона: 2013/14
- Бронзовый призёр зоны «Урал-Поволжье» Второго дивизиона: 2012/13